# Piero Vettori

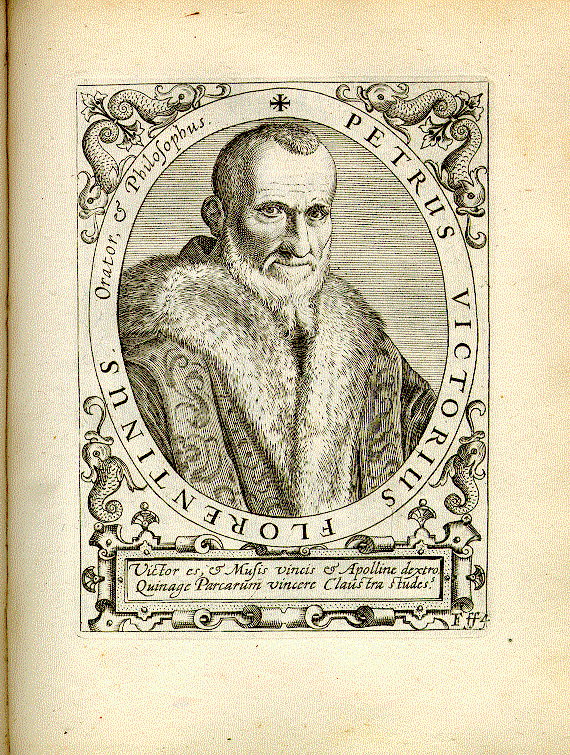
Piero Vettori.

Piero Vettori (latin: Petrus Victorius), född 1499 i Florens, död 8 december 1585, var en italiensk humanist. 
Vettori blev professor i grekiska och latin i Florens 1538 och senator 1553. Vettori hörde till sin tids mest ansedda filologer. Han utgav bland annat Ciceros arbeten (1534–1537) och Catos De re rustica (1543) samt författade kommentarer till Aristoteles (1548–1584) och 38 böcker Variœ lectiones (1553–1569; 3:e upplagan 1609), innehållande utmärkta förklaringar till en stor mängd antika författare. En samling av Vettoris Opera utgavs 1573. Hans levnad skildrades av Benivieni (1585) och Bandini (1756).